# مغارة بيت لحم
مغارة بيت لحم (بالجورجية: ბეთლემის გამოქვაბული) هو كهف في جورجيا، يقع في جبل كازبجي، على ارتفاع حوالي 4100 متر فوق مستوى سطح البحر. المدخل مكشوف على منحدر من أنديزيت ضارب إلى الحمرة (على ارتفاع حوالي 300–400 متر فوق قاعدة الصخرة). ذكر كهف بيت لحم من قبل فاخوشتي باتونيشفيلي في عمله وصف مملكة جورجيا.

## المؤلفات
Georgian Soviet Encyclopedia, Vol. 2, p. 268, Tb., 1977.
Giaparides A. W., Tannick Pigeon Bethlehem, Jr. :: The Poorest Versus, M., 1948.